# Agelena gautami
Agelena gautami là một loài nhện trong họ Agelenidae.
Loài này thuộc chi Agelena. Agelena gautami được Benoy Krishna Tikader miêu tả năm 1962.